# Дневник за Джордан
„Дневник за Джордан“ (на английски: A Journal for Jordan) е американски драма от 2021 г. на режисьора Дензъл Уошингтън, по сценарий на Вирджил Уилямс, базиран на мемоара „Дневник за Джордан: История за любов и слава“ от Дана Канеди. Главните роли се изпълняват от Майкъл Б. Джордан и Шанте Адамс, а поддържащите – Джалон Крисчън, Робърт Уисдъм и Тамара Туни. Филмът е пуснат от Sony Pictures Releasing чрез етикета Columbia Pictures на 25 декември 2021 г. Филмът получава смесени отзиви от критиците.